# Polyrhaphis michaeli
Polyrhaphis michaeli là một loài bọ cánh cứng trong họ Cerambycidae.